# Artist's Drive and Palette

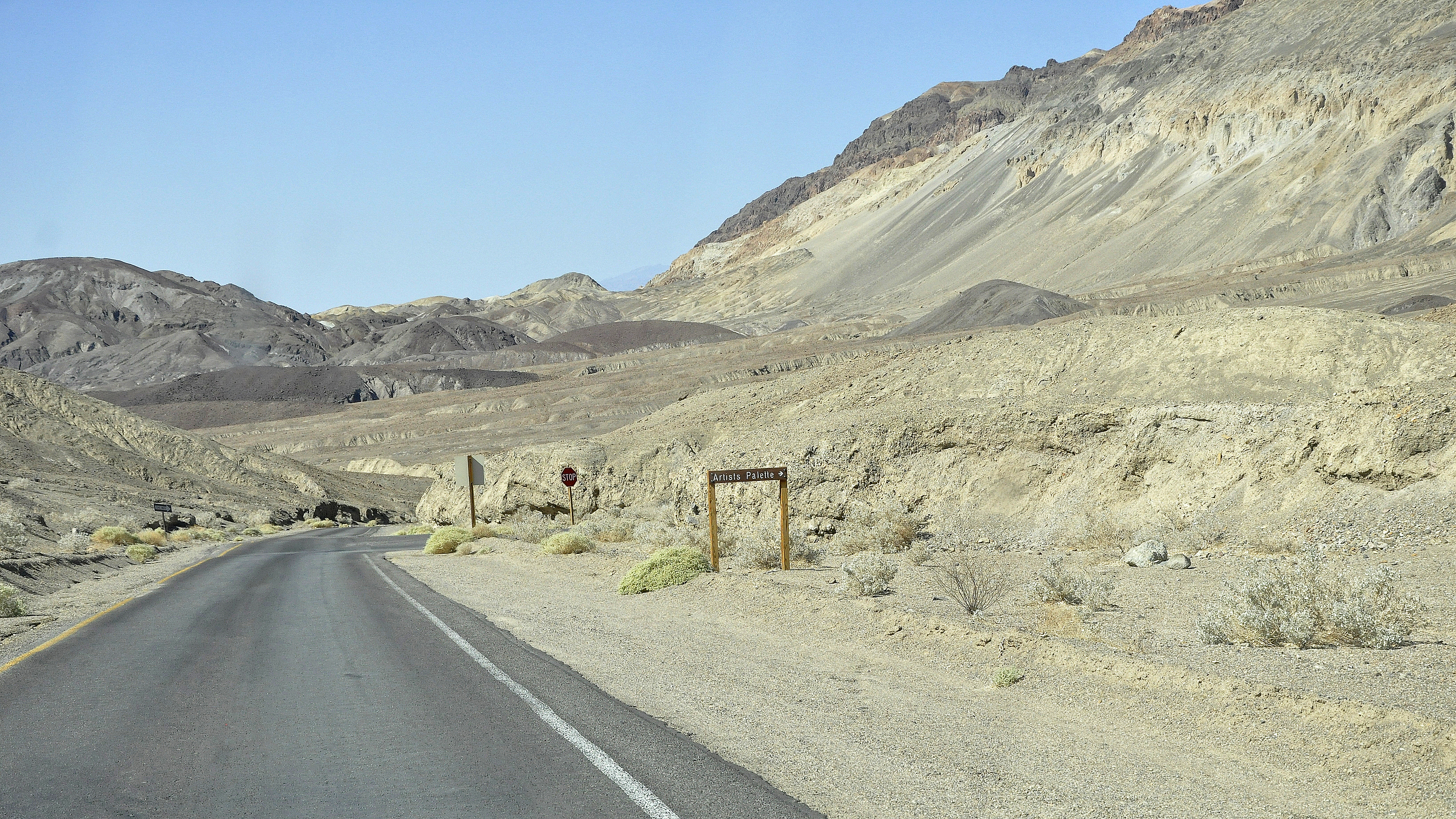
Artist's Drive en de afslag naar Artist's Palette

Artist's Drive and Palette omvat twee bezienswaardigheden in de Black Mountains in het zuidoosten van het Death Valley National Park in de Amerikaanse staat Californië. Het kreeg zijn naam omdat het gesteente hier een aantal kleuren vertoont die men elders in de natuur weinig aantreft.
Artist's Drive (Engels voor 'de weg van de kunstenaar') is een 16 kilometer lange, verharde eenrichtingsweg die de bezoeker langs een puinwaaier brengt die wordt gevoed door een diepe canyon in de Black Mountains.
Artist's Palette ('het palet van de kunstenaar') wordt gevormd door het meest kleurrijke deel, gesteente dat van vulkanische oorsprong is. De kleuren zijn het resultaat van oxidatie van mineralen die ontstonden toen gesteente werd onderworpen aan hoge temperatuur en druk. De rode, roze en gele kleur is afkomstig van ijzerzouten, groen van mica uit tufsteen en mangaan zorgt voor purperen schakeringen. De rotsformaties getuigen van een periode tijdens het mioceen toen de aarde hier extreme omstandigheden kende door explosies van vulkanen. De laag die zij achter lieten zou 1500 m dik zijn. Verder zijn hier afzettingen van een zoutvlakte aanwezig die typisch zijn voor Death Valley zoals haliet en borax. Ook hydrothermale circulatie beïnvloedde dit gebied.

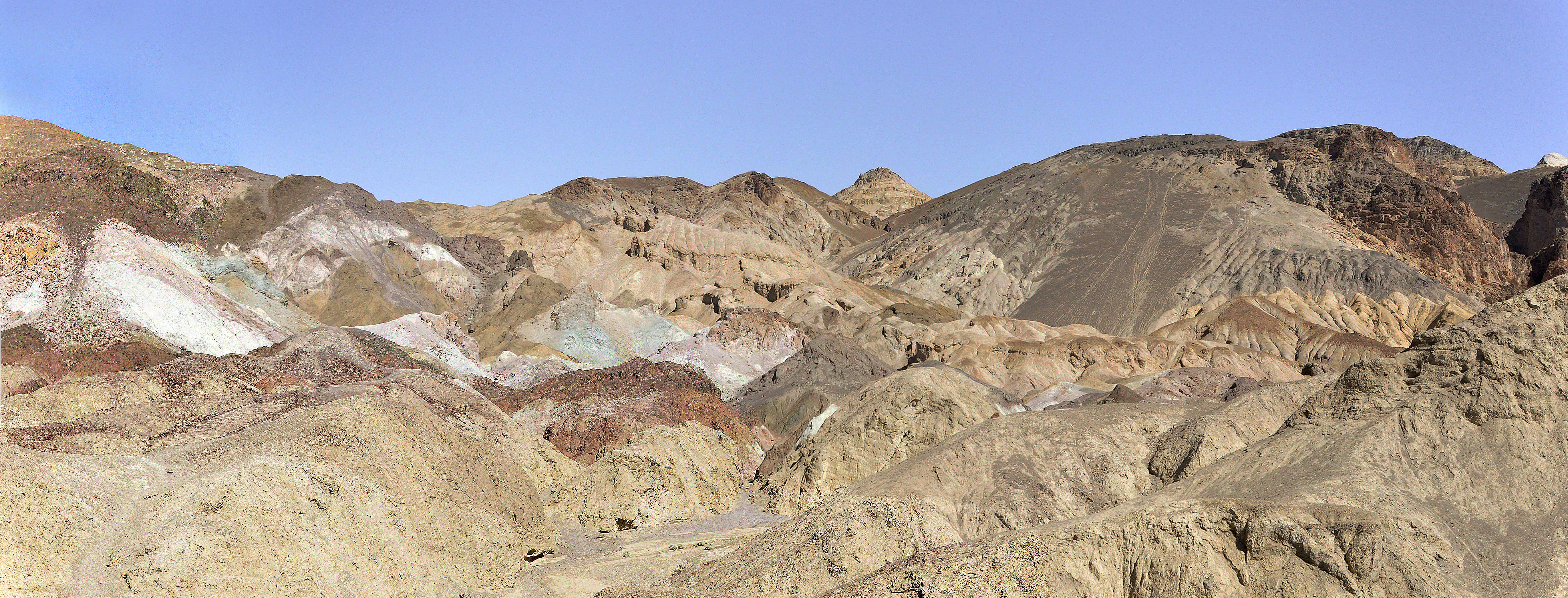
Artist's Palette